# Noville (Szwajcaria)
Noville − miejscowość i gmina (commune) w zachodniej Szwajcarii, w kantonie Vaud, w okręgu (district) Aigle. Leży nad Jeziorem Genewskim oraz Rodanem, we francuskojęzycznej części kraju. 

## Demografia
W Noville mieszkają 1172 osoby. W 2021 roku 25,2% populacji gminy stanowiły osoby urodzone poza Szwajcarią. 

## Transport
Przez teren gminy przebiegają drogi główne nr 9 i nr 144. 